# Axestotrigona ferruginea
Axestotrigona ferruginea är en biart som först beskrevs av Amédée Louis Michel Lepeletier 1836.  Axestotrigona ferruginea ingår i släktet Axestotrigona och familjen långtungebin. Inga underarter finns listade.

## Utseende
Ett relativt litet bi med en kroppslängd på 5 till 6 mm. Kroppen kan antingen vara helsvart, eller svart med varierande mängd rött på käkar, ben och bakkropp. Bakkroppens undersida är dock vit. Arten har dessutom vit hårbeklädnad, som ger den svarta färgen ett grått intryck. Hanen har betydligt mindre käkar än honorna (drottning och arbetare).

## Ekologi
Släktet Axestotrigona tillhör de gaddlösa bina, ett tribus (Meliponini) av sociala bin som saknar fungerande gadd. De har dock kraftiga käkar, och kan bitas ordentligt; inkräktande bin riskerar att få vingarna avbitna. Som många arter av gaddlösa bin är biet en viktig pollinatör av ekonomisk betydelse för jordbruket. Det förekommer att man skördar honung från vildlevande samhällen.
Boet förläggs ofta i trädstammar på 1,5 – 2 m höjd, gärna i skuggiga områden. Det konstrueras antingen i existerande håligheter eller utrymmen som bina urholkar själva.
Arten är generalist och besöker blommor ur många familjer, som akantusväxter, amarantväxter, brakvedsväxter, Burseraceae (en familj ur kinesträdordningen), gräs, halvgräs, johannesörtsväxter, korgblommiga växter, kransblommiga växter, liljeväxter, lindväxter, malvaväxter, myrtenväxter, måreväxter, passionsblommeväxter, sesamväxter, slideväxter, sumakväxter, törelväxter, vindeväxter, vinruteväxter och ärtväxter.

## Utbredning
Utbredningsområdet omfattar större delen av tropiska Afrika, från Guinea och Nigeria i norr till Zambia och Zimbabwe i söder. Arten har även påträffats i Sydafrika.